# Мілорд

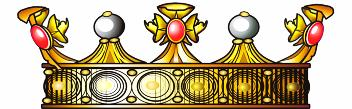
Геральдична шляхетська корона

Мосьпане або Мілорде (Milord) — форма звертання або титул ґречності. Походить від звертання «милостивий пане» або «мій пане» («мій лорде»).
Форма «мілорд» запозичена у середньофранцузькій мові від слів «millourt» або «milor», що означають шляхетну чи багату людину.

## Історія
В українських землях за часів Речі Посполитої та Козацької держави звертання «мосьпане» застосовувалось до шляхетних і високоповажних осіб.
У часи Середньовіччя термін «millourt», що означає шляхтич або багата особа. Він походить від англійського звертання «my lord» і застосовується до англійського шляхтича взагалі, або навіть до будь-якого англійця, який подорожує континентальною Європою.
Аналогічні звертання (від скорочених виразів) «Мосьпане» та «Мілорде» у ХІХ — поч. ХХ ст. поширюється як у європейській, так і в українській художній літературі (Леся Українка, Юрій Федькович, Юрій Яновський та ін.) й, у деяких випадках, навіть набуває жартівливого значення.
Один з найвідоміших хітів французької співачки Едіт Піаф має назву «Мілорд» (1959 р.). 
Звертання «Milord» або «M'lud» використовувалось англійськими адвокатами або учасниками судових процесів при зверненні до суддів. Однак ця вимова зараз уважається застарілою.
У наш час у Великій Британії до Суддів Вищого суду й Апеляційного суду та деяких інших суддів прийнято звертатись «Мій лорд» або «Міледі» (My Lord, My Lady).